# Anne Henrietta Martin
Anne Henrietta Martin (30 tháng 9 năm 1875–15 tháng 4 năm 1951) (bút danh, Anne O'Hara; biệt danh, Thống đốc nhỏ Anne) là một nhà đấu tranh cho quyền bầu cử phụ nữ, một người theo chủ nghĩa hòa bình, nhà văn đến từ tiểu bang Nevada. Bà đóng vai trò rất lớn trong việc giúp phụ nữ tiểu bang Nevada đạt được quyền bầu cử. Bên cạnh đó, Martin còn là người đứng đầu khoa lịch sử của Đại học Nevada (1897–1901) đồng thời tham gia tích cực vào hoạt động đấu tranh cho quyền bầu cử ở Anh vào năm 1909–1911, từng làm việc với Emmeline Pankhurst. Bà là chủ tịch của hội bầu cử bình đẳng Nevada năm 1912 và là chủ tịch đầu tiên của Đảng Phụ nữ Quốc gia Hoa Kỳ năm 1916. Martin còn là người phụ nữ đầu tiên ứng cử vào Thượng viện Hoa Kỳ dù thất bại cả hai lần, lần thứ nhất vào năm 1918 và lần thứ hai năm 1920.

## Đầu đời
Martin là con gái của William O'Hara Martin, một người gốc Ailen, từng là Thượng nghị sĩ bang Nevada. Mẹ bà, Louise Stadtmuller Martin, là người Bayern. Bà theo học tại Bishop Whitaker's School for Girls - trường dành cho nữ sinh ở Reno rồi học tại Đại học Nevada (1891–1894), nơi bà lấy được bằng cử nhân Lịch sử. Martin sau đó có bằng cử nhân thứ hai vào năm 1896 và bằng Thạc sĩ Lịch sử vào năm 1897 tại Đại học Stanford.

## Sự nghiệp
Năm 1897, Martin thành lập khoa lịch sử của Đại học Nevada. Sau hai năm ở khoa, bà chuyển đến nghiên cứu tại Đại học Columbia, Trường nghệ thuật Chase, Đại học London và Đại học Leipzig, bà trở lại Đại học Nevada và làm việc ở đó trong thời gian từ 1901 đến 1903. Sau khi rời trường đại học, Martin đề nghị Hội đồng Quản trị trường Đại học Nevada cho Jeanne Wier thay thế bà, một người bạn của bà từ Stanford, người vừa học xong khóa học và vừa lấy bằng đại học.
Martin trở về từ châu Âu vào năm 1901 vì đám tang của cha bà. Cái chết của người cha đã giúp bà nhận ra nhiều điều, mà như lời bà thì cái chết ấy "đột nhiên làm cho phần nữ quyền trong tôi trỗi dậy!... Tôi cảm thấy bản thân mình cô đơn trong một gia đình phải đối mặt với thế giới do người đàn ông kiểm soát". Sau đám tang, Martin đi du lịch ở châu Âu và châu Á đồng thời trải nghiệm cuộc cách mạng của phụ nữ ở Anh trong khoảng thời gian từ 1909 đến 1911. Trong thời gian này, bà trở thành một người trong hội Fabian, và viết truyện ngắn cùng các bài báo chính trị, đôi khi dưới bút danh Anne O'Hara. Martin đã bị bắt vào năm 1910 khi đang cố gắng "giải phóng" cho những người phụ nữ ở Anh. Bạn của bà từ Stanford, Lou Henry Hoover, đã nhờ chồng mình, ông Herbert Hoover trả tiền bảo lãnh cho Martin, nhưng Frederick Pethick-Lawrence đã lo liệu việc đó.
Sau khi trở về Nevada vào mùa thu năm 1911, bà trở thành chủ tịch của Hội bầu cử bình đẳng Nevada vào tháng 2 năm 1912 và tổ chức một chiến dịch tại những vùng dân cư thưa thớt với mục đích nâng cao ý thức, thuyết phục các cử tri nam giới ủng hộ quyền bầu cử cho phụ nữ vào ngày 3 tháng 11 năm 1914. Thành công này giúp bà trở thành đại diện cho phong trào quốc gia với tư cách là một diễn giả và thành viên ủy ban điều hành của Hiệp hội Nữ quyền Quốc gia Hoa Kỳ và Liên minh Nghị viện. Năm 1916, Martin tiến hành hỗ trợ, tổ chức cho phụ nữ bỏ phiếu ở các bang miền Tây Hoa Kỳ để thách thức Đảng Dân chủ. Bà còn là một trong những thành viên của tổ chức Silent Sentinels, tức là nhóm các thành viên của Đảng Phụ nữ Quốc gia Hoa Kỳ đã tiến hành một cuộc biểu tình đòi quyền bầu cử trước Nhà Trắng vào ngày 14 tháng 7 năm 1917. Bà bị kết án và bị giam cầm tại Occoquan Workhouse, nhưng chưa đầy một tuần sau đó, Tổng thống Woodrow Wilson ra lệnh ân xá cho bà.
Năm 1918, đại diện cho tiểu bang Nevada, Martin là người phụ nữ đầu tiên ứng cử vào Thượng viện Hoa Kỳ. Các chiến dịch của Martin tập trung vào việc phổ biến cho nhiều người biết rằng phụ nữ có thể đóng vai trò tích cực trong chính trường bên cạnh nam giới. Cương lĩnh của bà tập trung vào việc cung cấp các điều kiện làm việc tốt hơn cho nam giới và phụ nữ đồng thời quốc hữu hóa các tuyến đường sắt cũng như các tiện ích công cộng khiến nhiều người hoạt động nữ quyền không còn ủng hộ bà. Giữa hai lần tranh cử vào năm 1918 và 1920, Martin đã viết một loạt các bài báo và bài tiểu luận trong đó kêu gọi phụ nữ thành lập các tổ chức chính trị tự trị.
Martin chuyển đến Carmel, California, vào năm 1921 và may mắn sống sót sau một cơn đau tim vào năm 1930. Vào những năm 1940, bà đã nhận được bằng Tiến sĩ Luật danh dự của Đại học Nevada (năm 1945) và đã viết bài cho bách khoa toàn thư Encyclopædia Britannica (mục từ "Josephine Butler" năm 1944 và mục từ "White Slavery" năm 1948).

## Qua đời
Anne Henrietta Martin qua đời tại Carmel, California năm 1951.